# Kidero
Kidero (russisch und awarisch Кидеро) ist ein Dorf (selo) in der Republik Dagestan in Russland mit 752 Einwohnern (Stand 14. Oktober 2010).

## Geographie
Der Ort liegt gut 150 km Luftlinie südwestlich der Republikhauptstadt Machatschkala im östlichen Teil des Großen Kaukasus, an den südwestlichen Ausläufern des Bogosski-Kammes. Er befindet sich gut 10 km von der Staatsgrenze zu Georgien entfernt am gleichnamigen Fluss Kidero, der über Kitljarta und Metluda zum Andijskoje Koisu abfließt.
Kidero ist Verwaltungszentrum des Rajons Zuntinski sowie Sitz der Landgemeinde (selskoje posselenije) Kiderinski selsowet, zu der außerdem die Dörfer Genuch (3 km südöstlich), Gutatli (3 km nordwestlich), Sechida (1 km westlich) und das 2013 gebildete Zunta gehören. Der Ort ist fast ausschließlich von Awaren bewohnt, von denen ein großer Teil zur tsesischsprachigen Subethnie der Tsesen gehört (auch Didoier oder Zuntiner genannt).
Kidero ist das kleinste und höchstgelegene Rajonzentrum der Republik Dagestan.

## Geschichte
Das Dorf im Zentrum des tsesischen (didoischen) Siedlungsgebietes wurde nach dem Anschluss der Region an das Russische Reich und der Bildung der Oblast Dagestan 1860 in deren Andischem Okrug (Andijski okrug mit Sitz im 60 km nördlich gelegenen Botlich) Verwaltungssitz des Didoischen Abschnitts (Didojewski utschastok).
In der 1921 gegründeten Dagestanischen ASSR kam Kidero zunächst zum Zumadinski rajon. Am 25. Dezember 1930 wurde aus dessen südlichem Teil der Zuntinski rajon mit Sitz in Kidero gebildet. 1935 wurde die Verwaltung in das 10 km nördlich gelegene Dorf Schauri verlegt. Am 20. Mai 1944 erfolgte die zwischenzeitliche Auflösung des Rajons mit erneutem Anschluss seines Gebietes an den Zumadinski rajon, nun mit Sitz im 40 km nördlich am Andijskoje Koisu gelegenen Agwali. Am 15. November 1955 wurde der Zuntinski rajon neu gebildet, jedoch mit Sitz im 15 km südwestlich von Kidero gelegenen größeren Dorf Beschta. 1992 wurde die Rajonverwaltung wieder an den ursprünglichen Ort, nach Kidero, verlegt, während Beschta zugleich Sitz eines Abschnitts (Beschtinski utschastok) wurde.

### Bevölkerungsentwicklung
| Jahr | Einwohner |
| ---- | --------- |
| 2002 | 612       |
| 2010 | 752       |

Anmerkung: Volkszählungsdaten

## Verkehr
Kidero ist Endpunkt der Regionalstraße 82K-031, die beim 25 km ostsüdöstlich gelegenen Dorf Tljadal von der 82K-010 abzweigt, die den zentralen Gebirgsteil der Republik bei Gunib über Chebda mit dem Wantljaschewski-Pass über den Kaukasus-Hauptkamm, an der Grenze zu Georgien, verbindet (der Abschnitt von Tljadal zum Pass ist noch im Bau beziehungsweise geplant). Die 82K-031 verläuft über Beschta und einen etwa 2500 m hohen Pass. Von Kidero über Schauri in das Tal des Andijskoje Koisu und ins nördlich benachbarte Rajonzentrum Agwali, wo Anschluss an die 82K-029 besteht, verläuft die 82N-002.